# Crème de menthe (court métrage)
Pour plus de détails, voir Fiche technique et Distribution.
Crème de menthe est un court métrage québécois réalisé par Jean-Marc E.Roy et Philippe David Gagné, qui est sorti en 2017. Il est présenté à la Quinzaine des réalisateurs, dans le cadre du Festival de Cannes 2017.
En décembre 2018, il se mérite le Grand prix Plein(s) Écran(s).

## Synopsis
Renée, une jeune femme, revient au Saguenay à la suite de la mort de son père. Au salon funéraire, Dominique, le propriétaire de la maison où vivait son père, lui annonce qu'elle a six jours pour vider la maison. En entrant dans celle-ci, elle découvre qu'il était un accumulateur compulsif. Dans tout le fouillis d'objets accumulés, elle tentera de trouver l'importance qu'elle avait dans la vie de son père.

## Fiche technique
- Titre original : Crème de menthe
- Réalisation : Jean-Marc E. Roy, Philippe David Gagné
- Scénario : Jean-Marc E.Roy, Philippe David Gagné
- Musique : Dragos, Mériol Lehmann, Érick d'Orion
- Direction artistique : Serge Potvin
- Décors : Serge Potvin
- Costumes : Joannie Harvey, Christel Roussy
- Maquillage : Sophie Lavoie
- Photographie : Olivier Gossot
- Son : Christian Rivest
- Montage : Jean-Marc E.Roy, Philippe David Gagné
- Production : Jean-Marc E.Roy, Philippe David Gagné
- Société de production : La Boîte de pickup
- Sociétés de distribution : Spira
- Pays de production :  Canada
- Langue originale : français
- Format : couleur
- Genre : Comédie dramatique
- Durée : 23 minutes
- Dates de sortie :
  - France : mai 2017  (Quinzaine des réalisateurs)
  - Canada : 10 septembre 2017  (Festival international du film de Toronto)
  - Islande : 30 septembre 2017  (Festival international du film de Reykjavik)

## Distribution
- Charlotte Aubin : Renée
- Macha Limonchik : la mère de Renée
- Fred-Éric Salvail : Jason
- Guillaume Ouellet : Dominique, propriétaire de la maison du père décédé